# Max Schnur
Max Schnur (ur. 15 lutego 1993 w Richmond) – amerykański tenisista specjalizujący się w grze podwójnej.

## Kariera tenisowa
W przeciągu kariery wygrał siedem deblowych turniejów rangi ATP Challenger Tour.
W 2017 roku zadebiutował w imprezie Wielkiego Szlema podczas deblowego turnieju Wimbledonu, w którym startował z Hsieh Cheng-pengiem. Po wygraniu dwóch meczów w kwalifikacjach amerykańsko-tajwańska para odpadła w pierwszej rundzie turnieju głównego.
Najwyżej sklasyfikowany w rankingu gry pojedynczej był na 1464. miejscu (10 października 2016), a w klasyfikacji gry podwójnej na 88. pozycji (1 sierpnia 2022).

### Zwycięstwa w turniejach ATP Challenger Tour w grze podwójnej
| Końcowy wynik | Nr | Data             | Turniej       | Nawierzchnia  | Partner                   | Przeciwnicy                     | Wynik finału      |
| ------------- | -- | ---------------- | ------------- | ------------- | ------------------------- | ------------------------------- | ----------------- |
| Zwycięzca     | 1. | 20 marca 2016    | Drummondville | Twarda (hala) | James Cerretani           | Dan Evans Lloyd Glasspool       | 3:6, 6:3, 11–9    |
| Zwycięzca     | 2. | 26 czerwca 2016  | Mediolan      | Ceglana       | Miguel Ángel Reyes-Varela | Alessandro Motti Peng Hsien-yin | 1:6, 7:6(4), 10–5 |
| Zwycięzca     | 3. | 24 lipca 2016    | Tampere       | Ceglana       | David Pérez Sanz          | Steven de Waard Andreas Mies    | 6:4, 6:4          |
| Zwycięzca     | 4. | 8 stycznia 2017  | Happy Valley  | Twarda        | Hans Podlipnik-Castillo   | Steven de Waard Marc Polmans    | 7:6(5), 4:6, 10–6 |
| Zwycięzca     | 5. | 18 czerwca 2017  | Caltanissetta | Ceglana       | James Cerretani           | Denys Mołczanow Franko Škugor   | 6:3, 3:6, 10–6    |
| Zwycięzca     | 6. | 1 marca 2020     | Calgary       | Twarda (hala) | Nathan Pasha              | Filip Peliwo Harry Bourchier    | 7:6(4), 6:3       |
| Zwycięzca     | 7. | 19 września 2021 | Cary          | Twarda        | William Blumberg          | Stefan Kozlov Peter Polansky    | 6:4, 1:6, 10–4    |